# Metra-Potenzial-Methode
Die Metra-Potential-Methode (MPM, auch Tätigkeits-Knoten-Darstellung oder Vorgangs-Knoten-Darstellung genannt) ist eine Netzplantechnik sowie eine Methode der Graphentheorie zur Berechnung von Netzplänen. Es handelt sich hierbei um ein sehr hilfreiches Werkzeug zur Projektorganisation und -überwachung bzw. zum Zeitmanagement von Projekten.

## Geschichte
Die Metra-Potential-Methode wurde 1959 durch Bernard Roy von der Unternehmensgruppe Metra, heute Atos Origin, entwickelt  und erstmals beim Bau eines Kernkraftwerkes der Electricité de France eingesetzt, sowie beim Bau des Kreuzfahrtschiffs France und der Concorde. Später wurde die Methode in vielen Unternehmen zur Darstellung und Organisation größerer Projekte eingesetzt.

## Grundlagen
Bei MPM-Netzplänen werden die Vorgänge als Rechtecke (Knoten) dargestellt (Vorgangsknoten-Netzplan) und die Abhängigkeiten zwischen den Vorgängen werden durch Pfeile symbolisiert (Vorgangsknoten-Netzplan). Meilensteine, die zum Beispiel aus dem Projektstrukturplan (PSP) übernommen werden, werden als Vorgänge mit der Dauer 0 dargestellt.
Grundlegend für die Erstellung des MPM-Netzplans ist, dass die Knoten gemäß einer Ende-Anfang-Beziehung verknüpft sind (zum Begriff Anordnungsbeziehungen siehe Netzplantechnik). Jeder Pfeil, der von einem Knoten ausgeht, muss in einen anderen Knoten münden. Zeitliche Minimalabstände zwischen zwei Vorgängen werden durch eine positive Pfeilbeschriftung dargestellt, zeitliche Maximalabstände durch eine negative Pfeilbeschriftung. Zwei Vorgänge können also maximal durch zwei Pfeile (einen positiven und einen negativen) verbunden sein. Dies hat allerdings zur Folge, dass MPM-Netzpläne Zyklen enthalten können (vgl.: CPM-Netzpläne sind zyklenfrei, da keine zeitlichen Maximalabstände dargestellt werden können). Da Zyklen möglich sind, hat ein MPM-Netzplan nicht zwingend eine Quelle oder Senke (Anfangs- bzw. Startvorgang können Teil eines Zyklus sein).

## Erstellung
Planungsgegenstand eines MPM-Netzplans können entweder ein gesamtes Projekt oder auch nur gewisse Projektphasen sein. Ein Netzplan kann als grobe oder als detaillierte Ablauf- und Terminplanungsmethode eingesetzt werden. Für ein Gesamtprojekt ist ein grober Netzplan ausreichend und für einzelne Projektphasen können detaillierte Netzpläne erstellt werden.
Für die Erstellung von Netzplänen sind Arbeitspakete so weit zu zerlegen, bis sich Vorgänge ergeben, für die folgende Zustände gelten: Der Vorgang wird ohne Unterbrechung durchgeführt und der Ressourceneinsatz erfolgt in gleich bleibenden Mengen je Zeitspanne.
Bei der grafischen Darstellung sollte man sich für eine einheitliche Flussrichtung für die Visualisierung entscheiden, entweder durchgängig von links nach rechts oder von oben nach unten. Bei der Analyse der Abhängigkeiten der einzelnen Vorgänge sind sowohl technologische als auch nicht ressourcenabhängige Beziehungen entscheidend. Frühere Netzpläne können bei der Erstellung des Netzplans behilflich sein und dienen der Orientierungshilfe.
Als Nächstes müssen die Dauern der Vorgänge geschätzt bzw. gemessen werden.
Jeder Vorgang hat im zeitlichen Ablauf Extremtermine, einen frühest (möglichen) Anfangszeitpunkt und spätest (erlaubten) Endzeitpunkt. Die Berechnung der Termine der Vorgänge erfolgt durch eine zum Einsatz kommende Projektmanagementsoftware, doch grundsätzlich ist die Berechnung auch manuell möglich. Das Errechnen der Zeitpunkte erfolgt grundsätzlich in zwei Schritten.

### Vorwärtsrechnung
Zunächst erfolgt eine Vorwärtsrechnung, bei der ausgehend vom Startpunkt des Netzplans immer der nächstfolgende, frühestmögliche Starttermin eines Vorgangs errechnet wird. Hat ein Vorgang mehrere Vorgänger, so ist der frühestmögliche Startzeitpunkt des Vorgangs der früheste Endzeitpunkt der längsten Vorgängertätigkeit.

### Rückwärtsrechnung
Bei der Rückwärtsrechnung wird umgekehrt vorgegangen. Ausgehend von dem Endzeitpunkt werden durch Subtraktion der Dauer der Vorgängertätigkeiten jeweils die spätesten Anfangszeiten dieser errechnet. In diesem Fall muss aufgepasst werden, sobald der betrachtete Vorgang mehrere Nachfolger hat. In diesem Fall ist die Dauer des Vorgangs jeweils von den spätesten Startzeiten der Nachfolger abzuziehen und miteinander zu vergleichen. Hier muss der kleinste Wert als spätester Startzeitpunkt des Vorgangs festgelegt werden.

### Gesamtpuffer
Besitzt einer der Vorgänge eine Pufferzeit, so kann zwischen einem frühestmöglichen Anfangstermin und einem spätestmöglichen Anfangstermin variiert werden. Ist bei einem Vorgang die frühestmögliche und spätesterlaubte Zeit gleich, so ist der Gesamtpuffer, der sich jeweils aus der Differenz zwischen frühestem und spätesten Anfangszeitpunkt ergibt, gleich Null. In diesem Fall handelt es sich um einen sogenannten kritischen Vorgang, bei dem keine Verzögerungen entstehen dürfen.

### Freier Puffer
Ebenfalls lassen sich in einem MPM-Plan sehr leicht die freien Pufferzeiten errechnen. Die Definition des freien Puffers besagt, dass alle Vorgängertätigkeiten planmäßig, sprich pünktlich zum frühestmöglichen Zeitpunkt, angefangen und abgeschlossen worden sind und der nachfolgende Vorgang nicht beeinflusst werden darf. So addiert man auf den vorher bereits ermittelten frühesten Startzeitpunkt des Vorgangs die Dauer des Vorgangs und zieht diesen Wert von dem frühestmöglichen Startzeitpunkt der Nachfolgetätigkeit ab. Hat der Vorgang mehrere Nachfolger, so ist die Differenz zu allen frühestmöglichen Anfangszeiten der Nachfolger zu ermitteln, da jede der nachfolgenden Tätigkeiten frei von der Inanspruchnahme des Puffers sein muss.

### Unabhängiger Puffer
Der unabhängige Puffer, der zusätzlich zu den Vorgaben des freien Puffers noch die Vorgabe besitzt, dass die Vorgängertätigkeiten zu ihrem spätmöglichsten Zeitpunkt beginnen dürfen, lässt sich in einem MPM-Plan ebenfalls einfach ermitteln. Unabhängig ist der Puffer, da dieser dann besteht wenn seine Inanspruchnahme sowohl unabhängig von den Vorgängern erfolgen kann (sprich die Vorgänger können auch zu dem spätmöglichsten Zeitpunkt beginnen) als auch keine Auswirkungen auf die Nachfolger hat (also dürfen diese zum frühestmöglichen Zeitpunkt anfangen).
Der unabhängige Puffer errechnet sich daher aus der Differenz zwischen frühestmöglichem Startzeitpunkt der Nachfolger und der Summe aus Dauer des Vorgangs + spätestem Anfangszeitpunkt der Vorgänger + Dauer der Vorgänger.